# Listy (Tolkien)
Listy (ang. The Letters of J.R.R. Tolkien) – wybór listów J.R.R. Tolkiena, dokonany przez Humphreya Carpentera, wydany po raz pierwszy w 1981 r.
Książka zawiera 354 listy lub ich fragmenty. Jest to głównie korespondencja z wydawcami, z rodziną (przede wszystkim z dziećmi) oraz ze znajomymi (np. C.S. Lewis). Carpenterowi w ich redakcji pomagał syn autora, Christopher, który głównie komentował jego wybory i sugerował dokonanie zmian, a także uzupełniał informacje w przypisach.
Listy stanowią ważne źródło w interpretacji utworów Tolkiena oraz dostarczają wielu informacji o tym, jakim człowiekiem był ich autor.

## Polskie wydania
Książka po raz pierwszy została wydana w Polsce w roku 2000 przez wydawnictwo Zysk i S-ka, w tłumaczeniu Agnieszki Sylwanowicz. Zastosowano w niej kontrowersyjną terminologię pochodzącą z tłumaczenia Władcy Pierścieni autorstwa Jerzego Łozińskiego, za co była krytykowana. Zwracano także uwagę na brak indeksu.
Kolejne wydanie ukazało się 10 lat później (w 2010 r.) nakładem wydawnictwa Prószyński i S-ka, w tym samym tłumaczeniu. Zastosowano jednak nazewnictwo stworzone przez Marię Skibniewską oraz uzupełniono książkę o indeks. Książka została dobrze przyjęta przez czytelników, m.in. jej wydanie zostało uznane za Tolkienowskie Wydarzenie Roku 2010 w plebiscycie serwisu Elendilion.